# آندورف
آندورف (به آلمانی: Andorf) یک منطقهٔ مسکونی در اتریش است که در ناحیه شاردینگ واقع شده‌است. آندورف ۳۸ کیلومتر مربع مساحت دارد ۳۴۶ متر بالاتر از سطح دریا واقع شده‌است.